# たにし踊り
たにし踊り（たにしおどり）は、古くから伝わるタニシの登場する歌に踊りをつけたものである。歌は幸若舞を起源とするという説もあり、日本各地で類似した歌詞を持つ歌が伝承されてきた。踊りについても発祥は不明であるが、大正時代には存在したものと推察されている。歌詞に薬を扱った部分があり、薬学系の学校では学生の座興として歌と踊りを受け継いできたところも多い。

## 歌
たにし踊りは歌に合わせて踊られる。その歌詞は、何者かがタニシを遠出に勧誘したところ、タニシは前年に鳥に攻撃された際の傷が痛むとして誘いを断る。それに対して相手が薬を勧める、という大筋は共通するものの、細部が異なるさまざまな変型が存在する。以下に東京薬科大学に伝わる歌詞を示す。
「あたご（愛宕）詣り」の箇所では、踊りが伝わる学校所在地の産土神の名が歌われる。東京薬科大学のほか、明治薬科大学、京都薬科大学は「愛宕」である。大阪薬学専門学校は「刀根山」、岐阜薬科大学は「伊奈波」、久留米工業専門学校は「篠山」になっている。
歌詞の後半でタニシに勧められる薬の成分はありえないものが連なっている構成となっている。この部分では海と山、ノミとシラミのように対句になっているところ、「夏降る雪」は対になる句がなく、本来「冬の…」という歌詞があったものが脱落して伝わっているのではないか、という指摘もある。
タニシをはじめ、歌に登場する動植物はノミを除いて、和漢薬として用いられた実績があるものだという指摘がある。

## 踊り
踊りの振り付けについては、東京薬科大学のものが絵で記録されているほか、岐阜の一個人の振り付けを文章で記録した資料もある。

## 歴史

### 前史
たにし踊りの歌詞は異同があるものの、冒頭部分で遠出に誘われたタニシが外敵に攻撃される懸念があることを理由に断る、という構成は共通する。この展開はそれほど新しいものではなく、日本各地に伝わるわらべ歌に類例が見られる。日本歌謡史が専門の真鍋昌弘は、この展開を含んだわらべ歌が山形・宮城を東端、長崎を西端として広く分布するとしているが、熊本でも報告がある。
このように同一の展開を持つ歌が全国に分布する理由については諸説ある。詩人の薮田義雄は、猿楽や幸若舞などの古い芸能において培われたものが、担い手が門付芸人に転落し地方に広まった、とする。また真鍋昌弘も薮田の見解を追認し、江戸時代に祝福芸人として地方に残存した幸若舞が広めた、としている。これに対し鈴木政雄は、大和田建樹が明治時代に編集した歌謡集に採録した長唄『田にし』を挙げ、元禄期に成立したこの長唄がわらべ歌として広まった、と主張している。また岐阜薬科大学教授の小瀬洋喜は、薬の行商を通じて広まった、との推測を述べている。
古傷が痛むと訴えるタニシに対し、あり得ないものを次々と挙げ、それらを調合して飲めば治る、という後半部分は、伝承によっては存在しない場合や、盛り込まれている薬の内容が異なっている場合があり、差異が大きい。この部分について、函館の医師阿部たつをは、三重県阿山郡に伝わる木遣歌との関連を指摘している。この歌は、道中で怪我をした西行法師が茶屋で薬はないかと尋ねると、「山の上の蛤」や「夏降る雪」など、あり得ないものを列挙され、それらを調合してつければ治る、というものである。また音楽学者の浅野建二は、青森の津軽よされ節、長崎県西松浦郡の甚九郎など、民謡に類例があることを指摘し、こうした詩句には越後甚句の影響があるとする。もっとも、三重の木遣歌、青森・長崎の民謡とも、早物語が歌謡に入り込んで成立したものであり、同じものから派生したとも考えられる。

### 学生歌へ
日本の各地で歌われていたわらべ歌と類似した歌詞を持つ歌は、大正期になってさまざまな学校で学生歌として歌われるようになり、踊りを伴う場合もあった。その経緯や、主に薬学専門学校に広まった理由、踊りはいつ、誰によって振り付けられたのか、といった点については、いずれも不明である。
集団で歌われた古い例として、鹿児島で出版された歌集に「歌あげ」の曲として採録された「たにしどの」の例が挙げられる。歌あげとは島津藩兵の進軍歌で、年長者が数節を歌うと、それに答えて年少者が続く節を唱和する形で歌われる。この歌はありえないものの列挙部分が行軍の疲れをまぎらわせる目的に合い、歌われた。この歌と結びの部分が共通する歌が北九州から鹿児島に伝わった民謡として別の歌集に収録されており、こちらは学舎（明治期に鹿児島に置かれた私学校）や中学生に歌われたという。
大正に入ると、学校で歌われていたとする例が見られるようになる。小瀬洋喜は、1916年（大正5年）頃に旧制会津中学の発火演習で歌われた例を挙げ、「学校で歌われた記録で最も古い」としている。1922年（大正11年）にはこの年竹久夢二の編纂で出版された童謡集に遊戯唄として収録されており、この本を読んだ学生によって学校に入った可能性も考えられる。

### 薬専へ
薬学専門学校に入ったのは小瀬によれば、1925年（大正14年）の正月に新潟で行われた明治大学スキー部の合宿に参加した東京薬学専門学校の学生が合宿中に聞いた歌を覚えて持ち帰ったのが最初であるという。この年の夏には東京薬学専門学校の修学旅行で京都薬学専門学校を訪問した際の歓迎会で歌を披露し、京都にも広まった。1926年（大正15年）春の修学旅行の際に応援団長が振り付けを考え、これが後に伝わる定番の振り付けとなった。1929年（昭和4年）頃には医歯薬相撲大会で東京薬専応援団が長襦袢姿で踊って評判となり、その後数年は踊りが大会の名物となった。
小瀬が示す薬専への浸透過程は全て私信を根拠としており、証言者の詳細は明らかにされていないが、これに符合する他の証言も存在する。東京薬学専門学校出身で後に北海道の遠軽病院に勤務した薬剤師によれば、同校では相撲大会の応援でリーダーが踊り、行楽に出かけた伊香保温泉で全校生徒が踊りながら温泉街を練り歩いたこともあった。踊りの振り付けについては、類似の踊りが山形か秋田にあるものの、同校独自のものと考えられており、考案者と称する卒業生が来校したこともあったという。
明治薬学専門学校でも応援歌として歌われており、踊りも存在した。またこの時点で各薬学専門学校に同様の歌が歌われていることは認識されていた。
踊りは薬学専門学校以外の学校でも踊られていた。第二高等学校出身の大石嘉一郎は高校時代に踊っていた。久留米高等工業学校でも学園祭の際に踊られていた。また創作作品ではあるが、自身も戦前の医学校出身の作家後藤杜三は戦前を舞台とした小説『青春』で、たにし踊りを得意とする医学生を登場させている。

### 戦中
戦時中は東京薬学専門学校では長襦袢姿の踊りが問題視され、禁止されていた。1944年からは学生全員が陸軍衛生材料廠で勤労奉仕に従事することになり、校内に学生はいなくなった。同様の問題は岐阜薬学専門学校でもあり、2年生以上が動員されたため、残された1年生はたにし踊りを練習し、伝統の維持に努めた。
その一方で踊りは軍で伝えられた。大戦末期に上海郊外で薬学専門学校出身の軍曹に踊りを教わり、兵営で輪になって踊った、という経験談があるほか、後述の『探偵!ナイトスクープ』にもこの踊りが得意で、軍隊で「タニシ少尉」と呼ばれていたという京都薬学専門学校出身者が登場する。東京薬学専門学校の学生が動員された陸軍衛生材料廠でも営庭で踊られたという。
また阿川弘之は、海軍時代の1943年に赤坂の待合で半玉から歌を教わった、としている。

### 戦後
踊りの伝統は戦後も続き、1950年代、岐阜薬科大学の秋の体育祭では、仮装した学生によるたにし踊りが恒例であった。また東京薬科大学では八王子移転後も学園祭「東薬祭」の後夜祭でたにし踊りが踊られていた。
1992年10月2日放映の探偵!ナイトスクープでは、『薬学部伝統!?タニシ踊り』としてこの踊りが取り上げられた。番組は、この踊りが全国の薬科大学や薬学部に伝わる由緒正しい踊りであるとする名城大学薬学部出身者の主張を検証する形で進められ、踊りは関東では東京薬科大学や明治薬科大学、関西では大阪薬学専門学校（後の大阪大学薬学部）や京都薬学専門学校（後の京都薬科大学）で踊られた伝統ある踊りであるものの、番組放映時点では名城大学薬学部ラグビー部内のみでしか行われていない、と結論付けている。